# Туй (Понтеведра)
Туй (ісп. Tuy) — муніципалітет і ХХХХХ в Іспанії, в автономній спільноті Галісія, провінція Понтеведра, комарка Байшо-Міньйо. Площа муніципалітету — 68,3 км², населення муніципалітету — 17 262 ос. (2009); густота населення — 252,74 осіб/км²
. Висота над рівнем моря — 44 м. Поштовий індекс — 36700.

## Назва
- Ту́й (ісп. Tuy, гал. і порт. Tui, МФА: [ˈtuj][1]) — іспанська, галісійська й португальська назви.
- Ту́де (лат. Tude) — антична римська назва.

## Географія
Муніципалітет розташований на португальсько-іспанському кордоні.
Муніципалітет розташований на відстані близько 450 км на північний захід від Мадрида, 42 км на південь від Понтеведри.

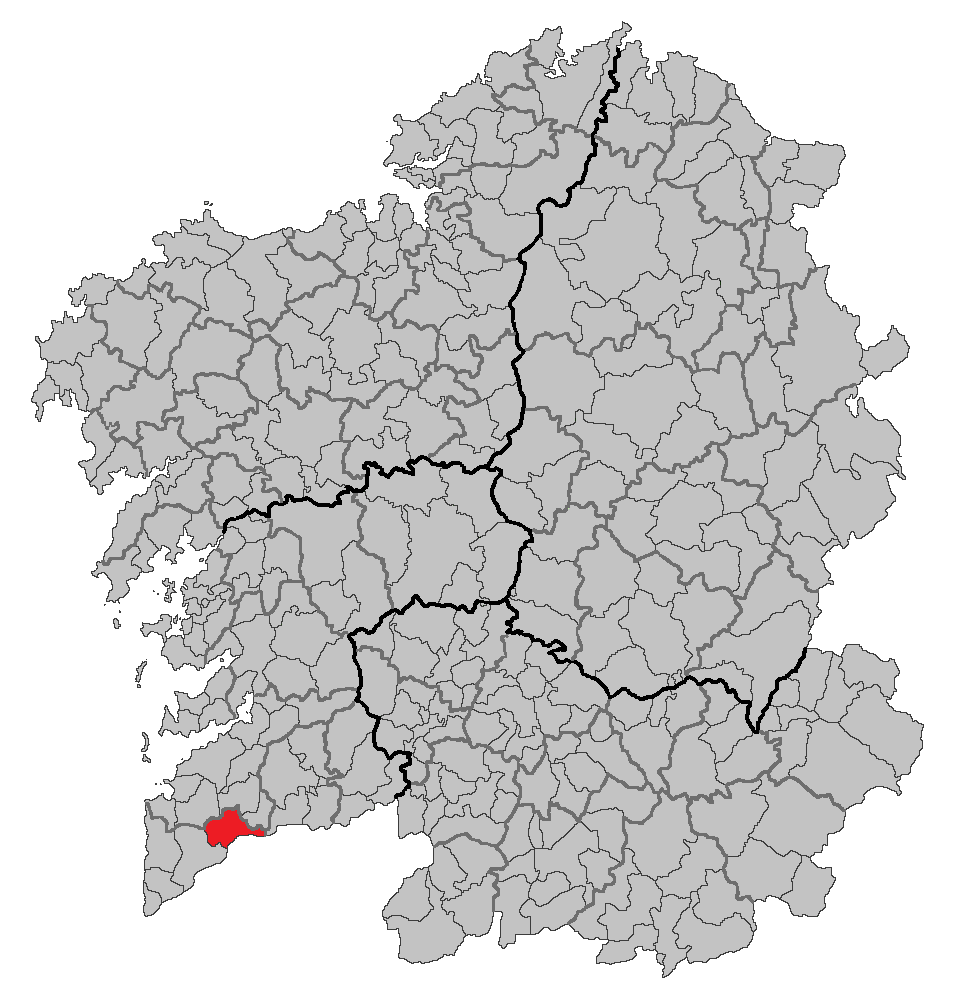
Туй
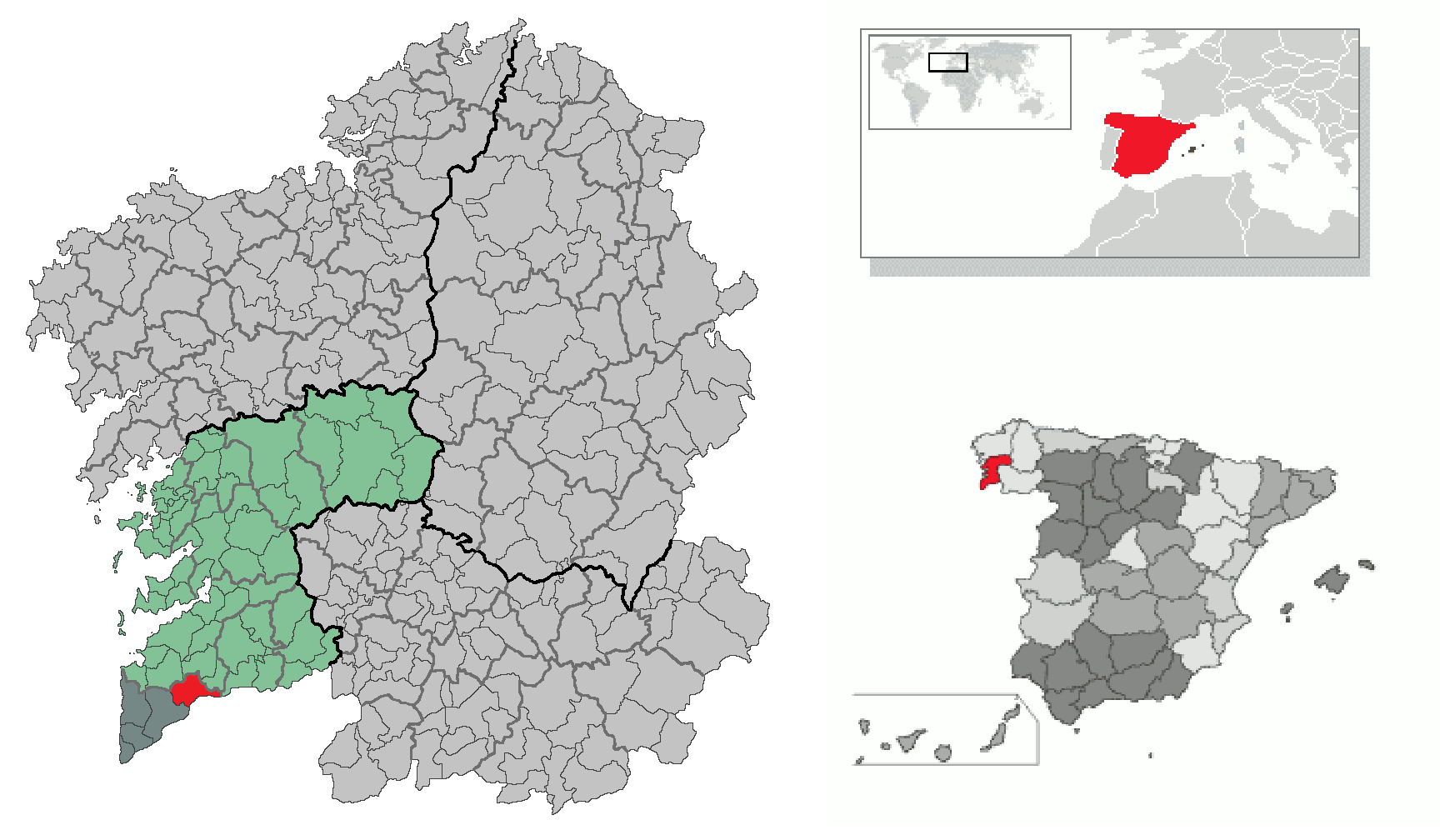
Туй в комарці
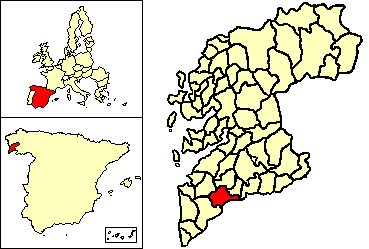
Розташування
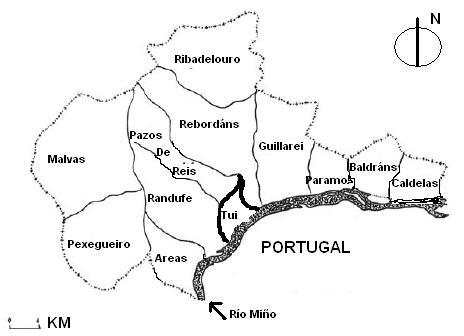
Парафії

## Історія
1137 року під час португальсько-леонської війни Тую захопили війська португальського графа Афонсу I. Коли ж він повернувся на батьківщину через загрозу удару з мусульманського півдня, місто швидко відвоював леонський король Альфонсо VII. Того ж року португальці запропонували королю мир і через своїх представників уклали Туйський договір.

## Демографія
Динаміка населення (INE ):

## Релігія
- Центр Туй-Вігоської діоцезії Католицької церкви.

## Персоналії
- Мануель Лаго-Гонсалес (1865—1925) — архієпископ Компостельський.

## Галерея

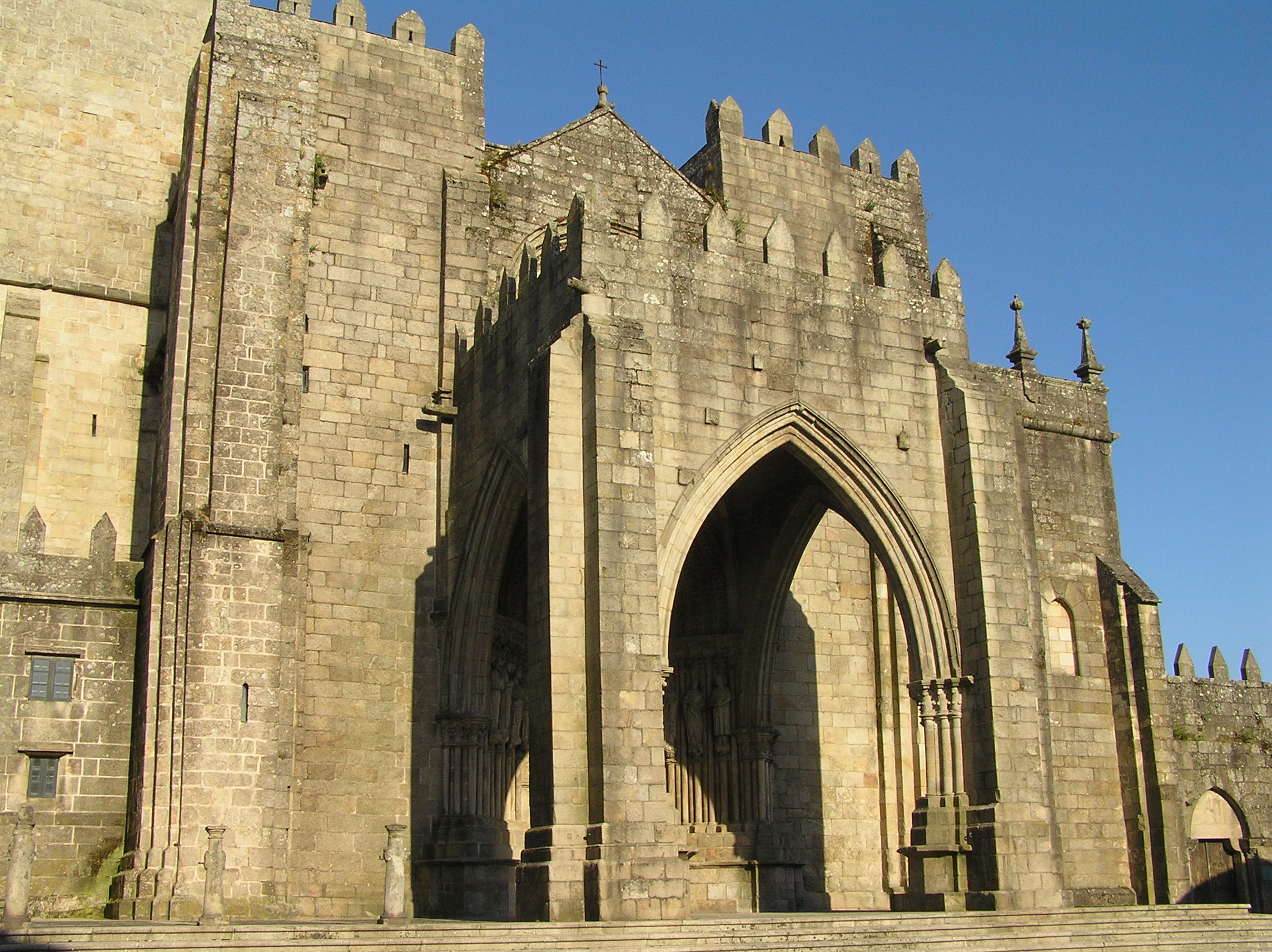
Вхід до собору
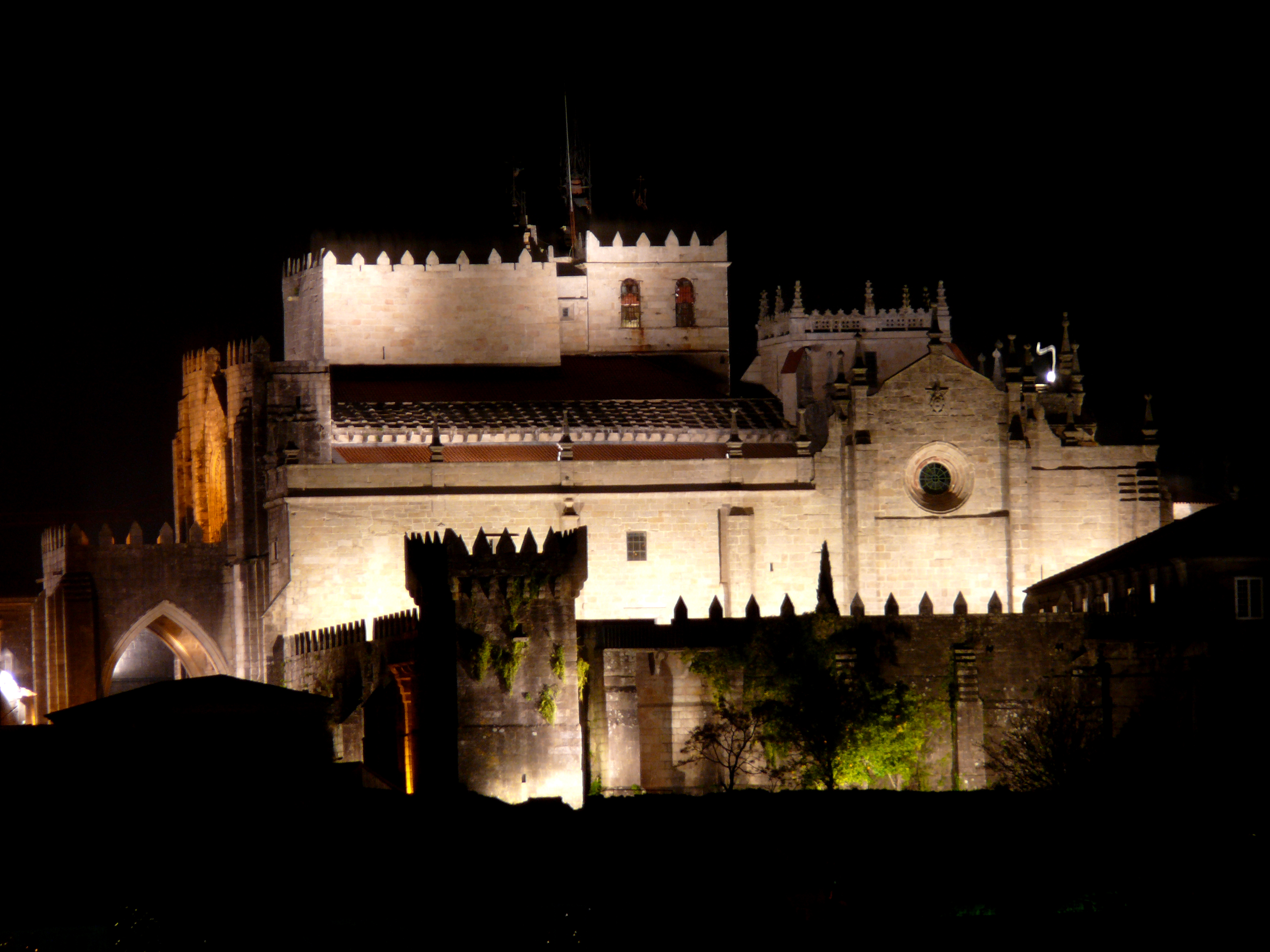
Кафедральний собор вночі